# Temple d'Apis (Memphis)
Pour les articles homonymes, voir Temple d'Apis.
Le temple d'Apis situé à Memphis est le principal temple égyptien voué au culte du dieu Apis. Dans les ouvrages des auteurs classiques ou des historiens traitant de ce sujet, il est parfois nommé Sérapéum égyptien par opposition au Sérapéum grec, ou encore Apiéum.
Dieu de la fertilité, associé à Osiris et incarnation vivante du dieu Ptah, le dieu Apis apparaissait régulièrement sur terre sous la forme d'un taureau sacré qui, une fois reconnu par les prêtres parmi les troupeaux du pays, était amené au temple de Memphis au cours d'une cérémonie fastueuse pour y être vénéré toute sa vie durant.

## Histoire et développement du sanctuaire
Ce culte est attesté depuis l'Ancien Empire, mais l'existence du lieu où était vénéré le taureau vivant n'apparaît en tant que tel dans les sources épigraphiques qu'à dater du Nouvel Empire. 
Thoutmôsis, grand prêtre de Ptah et fils aîné d'Amenhotep III est ainsi le premier à déclarer qu'il a eu la charge officielle de réformer le culte du dieu. Un autre prince héritier, fils de Ramsès II cette fois, Khaêmouaset, suit cet exemple et affirme explicitement avoir entrepris des travaux d'envergure au nom de son père dans le temple de l'Apis. Ces restaurations ou refondations du culte et du temple du dieu sont accompagnées en parallèle de la création d'une nouvelle nécropole à Saqqarah, dont le développement ne cessera dès lors d'occuper les règnes successifs. Les pharaons s'attachèrent tout particulièrement à honorer le dieu de son vivant et à assurer la pérennité de son culte funéraire.
Sheshonq Ier commande à son grand prêtre de Ptah, Chedsounéfertoum, une nouvelle restauration de la maison de son père, Apis. Les pharaons de la XXVe dynastie puis leurs successeurs saïtes entamèrent également leurs travaux au nom du dieu, développant encore davantage les démonstrations de piété à l'égard d'une divinité qui de son vivant était alors l'égal d'Horus, à l'instar de pharaon lui-même qui en était l'héritier, et à sa mort incarnait le dieu Osiris.
À Memphis le syncrétisme singulier des Égyptiens opérait une union entre les principales divinités de la cité et de sa nécropole. Ainsi, Ptah, divinité tutélaire de l'antique capitale, était étroitement associé au dieu Sokar, divinité des nécropoles de la région, lui-même identifié au dieu des morts Osiris. Apis qui était le héraut de Ptah, une de ses hypostases vivantes, devenait donc le représentant de cette association divine et assurait le lien entre le monde des vivants et celui des morts en devenant à son trépas Osiris-Apis. On comprend dès lors l'importance de son culte aux yeux des memphites d'abord puis de toute l'Égypte. Son temple était le théâtre de cérémonies nationales depuis son intronisation officielle une fois révélé aux hommes à son enterrement au Sérapéum de Saqqarah. Ce dernier représentait de fait le lieu de sépulture de tant d'incarnations des dieux, que sa réputation dépassa de beaucoup celles des autres sanctuaires.
Cette machinerie divine impressionna les étrangers qui à partir de la Basse époque sillonnèrent la terre des pharaons. Avec ces cultes singuliers, qui paraissaient si étranges et complexes, l'Égypte conservait aux yeux de ses voisins et contemporains un côté mystérieux et impénétrable qui venait heurter les sens et la logique des voyageurs, notamment grecs les premiers à avoir témoigné de l'existence du  temple d'Apis. 
Grâce aux stèles découvertes encastrées dans les murs du monumental hypogée de Saqqarah, et en les comparant avec les récits transmis par les auteurs de l'Antiquité classique, on connaît un peu mieux la vie du taureau sacré et les rites qui l'entouraient.
Le culte d'Apis et son temple jouirent d'une prospérité et d'une longévité étonnante. Dépassant les frontières de l'Égypte on lui consacra de nombreuses statues dans les sanctuaires aux dieux égyptiens qui se développent dans les grandes cités de la Grèce. Associé à Sarapis il pénètre en Italie d'abord par le biais des grandes cités comptoirs des Grecs, pour finir par être honoré dans les villes romaines qui adoptèrent très vite ces cultes orientaux.

## Période gréco-romaine
Plusieurs auteurs classiques ont évoqué le temple de Memphis et son oracle qui était particulièrement réputé. À l'époque hellénistique puis romaine on venait de très loin dans l'espoir d'obtenir une réponse divine à ses questionnements les plus intimes, et le renom du sanctuaire rivalisait avec les oracles les plus célèbres du pourtour méditerranéen tels celui de Delphes ou de Dodone. 
Parmi les principaux auteurs classiques qui citent le culte, l'oracle d'Apis ou son temple on trouve :
- Hérodote
- Diodore de Sicile
- Strabon
- Plutarque
- Pline le Jeune
- Suétone
- Ammien Marcellin
- Élien

Grâce à ces témoignages nous savons que le temple d'Apis reçut la visite des principaux grands monarques qui ont gouverné le pays à dater de cette époque. Les rois perses apprécient de manière inégale le culte de cette divinité, ce qui leur vaut l'animosité grandissante des Égyptiens. 
Alexandre le Grand au contraire rend hommage au dieu en se déplaçant dans son temple. Les Ptolémées ont laissé de nombreux témoignages de leur piété envers le dieu et son temple, assurant ses revenus et la restauration de l'édifice par décret qu'ils font graver sur de grandes stèles placées dans les principaux sanctuaires du pays. 
Auguste en revanche néglige le dieu et son temple à son avènement. Cet oubli, est réparé quelque temps après par la visite officielle d'Aélius Gallus nouveau préfet de la province, accompagné de Strabon qui en a été le témoin circonspect. Plus tard, le jeune Germanicus qui voyage dans le pays, visite l'Apis dans son temple. Alors qu'il lui tend du fourrage, le taureau se détourne de lui, ce qui est interprété comme un signe de mauvais augure... Le prince meurt quelque temps après. 
Vespasien honore les dieux égyptiens et en particulier Apis qu'il fait figurer au revers des monnaies frappées sous son règne. Son fils Titus, à son retour de Jérusalem où il avait déjà été acclamé Imperator par ses troupes victorieuses, se rend en Égypte. Au temple de Memphis, il se présente devant le taureau sacré couronné d'un diadème, ce qui crée une vive émotion à la cour impériale à Rome qui interprète ce geste comme une volonté affichée de régner à la place de son père. Rentré précipitamment en Italie il le rejoint et Vespasien l'associe aux affaires impériales peu de temps après. Titus lui succède finalement. 
D'autres empereurs romains lui rendent visite ou y viennent consulter son oracle.  Parmi eux, Hadrien qui eut pour les dieux égyptiens une révérence particulière et spécialement pour l'Apis.
Au IIIe siècle puis au IVe siècle, le culte d'Apis entre en concurrence avec le christianisme et commence à décliner. Il est une ultime fois remis à l'honneur par l'empereur Julien avant de disparaître définitivement avec la fermeture de son temple par ordre de Théodose Ier.

## Description et identification
L'emplacement de ce sanctuaire n'a pas encore été retrouvé avec certitude dans le champ de ruines de l'antique capitale du pays. Pour en avoir une description, ou plutôt une évocation, il convient de se reporter aux écrits d'Hérodote qui lors de son voyage en Égypte à l'époque de la première invasion perse, visita Memphis et put accéder à certaines parties des temples de la ville. 
Il y précise notamment que Psammétique Ier édifia la cour du temple dont le péristyle était formé par des piliers ornés de colosses. La précision qu'il fait que cette cour est située en face du portique orienté vers les vents du sud du grand temple de Ptah a donné lieu à diverses interprétations. Strabon lors de sa visite du site en compagnie des troupes romaines qui prenaient alors possession de la terre des pharaons à la suite de la victoire d'Actium, évoque cette cour et précise qu'on y lâchait le taureau sacré pour le montrer aux visiteurs, évocation probable des rites liés à son oracle. Il précise par ailleurs que ce temple était constitué de deux sécos, l'un pour le taureau l'autre pour sa mère, et que l'ensemble était bâti à proximité du temple de Ptah.  
L'assertion d'Hérodote, suivie à la lettre par les premiers égyptologues qui explorèrent le site, détermina l'emplacement du temple et donc le lieu où devait se concentrer les recherches. Il était donc supposé être au sud des ruines de la grande enceinte identifiée dans les palmeraies de Mit-Rahineh. Dans le plan du site qu'en donne d'ailleurs William Matthew Flinders Petrie au début du XXe siècle, il est indiqué selon cette hypothèse au niveau de la dépression méridionale du site, dépression qui à coup sûr indique la présence effacée d'un édifice cultuel d'importance.
Trois dépressions de cette sorte existent à Mit-Rahineh, respectivement nommée dans les ouvrages de cette époque birka plus l'indication géographique correspondante. Ainsi la birka nord est généralement interprétée comme étant le lac sacré de Ptah et sépare l'enceinte du grand temple du dieu de l'autre grande enceinte du site contenant le palais d'Apriès. La birka centrale a d'abord été interprétée comme étant ce même lac sacré par les premiers explorateurs, avant d'être identifiée à l'emplacement du temple de Ptah à la suite des fouilles qui y ont été réalisées à partir de la seconde moitié du XIXe siècle. Enfin la birka sud que l'égyptologue anglais et la plupart de ses successeurs pensèrent être l'emplacement de l'Apiéum. À cette époque peu de vestiges au nom d'Apis avaient d'ailleurs été mis au jour sur le site ce qui posait un problème aux fouilleurs quand ils confrontaient leurs travaux aux sources antiques.
Les explorations menées dans le secteur supposé du temple d'Apis ne donnèrent cependant aucune preuve tangible de son existence à cet endroit et les seuls inscriptions mentionnant le taureau sacré et son culte provenait des ruines et découvertes faites dans le secteur du temple de Ptah. Cette situation d'incertitude perdura jusqu'à la découverte en 1941 par Ahmed Badawi des premières ruines d'envergure au nom du dieu à Memphis.
Ce sont d'ailleurs les seuls vestiges au nom du dieu Apis qui ont pour le moment été retrouvés et ils concernent un édifice destiné aux rites particuliers d'embaumement du taureau sacré. Cette ouâbet se trouve à l'intérieur de l'enceinte du grand temple de Ptah, un peu au nord-ouest de l'emplacement du grand colosse couché de Ramsès II, pièce principale du musée en plein air de Mit-Rahineh.
Constituée de plusieurs salles en enfilades on y trouve encore les tables d'embaumement en albâtre, dont certaines imposantes sont à l'évidence à la dimension de la dépouille mortelle de l'animal sacré. Orienté sur un axe nord-sud, ce bâtiment mesure soixante mètre de longueur pour une trentaine de largeur pour sa partie nord et une quarantaine pour sa partie sud. 
Dans son dernier état il se présentait sous la forme d'une construction en brique crue dont les parois étaient revêtues d'un parement de calcaire. Ce parement, dont seuls quelques vestiges ont pu être retrouvés, provient des édifices antérieurs qui existaient à cet emplacement et qui soit à la suite de destruction soit en raison de restaurations successives ont servi de remploi pour le nouveau bâtiment. Le lit de fondation de l'édifice également constitué de briques crues a révélé lors de son étude d'autres blocs de calcaire ainsi que d'autres tables d'embaumement qui avaient été pieusement enfouis lors de la dernière reconstruction à la fin de l'époque dynastique, soit peu de temps avant la seconde invasion perse. Ces vestiges sont datés de la XIXe à la XXVIe dynastie. 
Une stèle retrouvée à Saqqarah indique que Nectanébo II ordonna la reconstruction de la Maison d'Apis et de fait des éléments datés de la XXXe dynastie ont été mis au jour dans la partie nord de l'édifice, confirmant l'époque de la reconstruction de cette partie du temple.
Ainsi, il est probable que la ouâbet d'Apis ait été une partie du temple de l'Apis cité par les sources antiques. Cette partie sacrée du temple serait la seule qui nous soit parvenue jusqu'à présent et confirmerait la mention de Strabon et de Diodore de Sicile précisant que le temple était situé à proximité du temple de Ptah.